# Theodore Manson Howard
Theodore Roosevelt Mason Howard, mais conhecido como T. R. M. Howard (Murray, 4 de março de 1908 – Chicago, 1 de maio de 1976) foi um ativista do Movimento dos direitos civis, líder de uma fraternidade, empreendedor e cirurgião.
Ele estava entre os mentores de ativistas como Medgar Evers, Charles Evers, Fannie Lou Hamer, Aaron Henry e Jesse Jackson; fundou a organização líder do movimento no Mississippi, o Conselho Regional da Liderança Negra, na década de 1950; e teve um papel importante na investigação do sequestro e assassinato de Emmett Till. Ele também foi presidente da Associação Nacional de Médicos e do conselho de administração da National Negro Business League.